# 乔治·赫伯特·沃克四世
乔治·赫伯特·沃克四世（1969年—）是一位美国投资银行家，是乔治·赫伯特·沃克三世之子，小乔治·赫伯特·沃克之孙，老乔治·赫伯特·沃克曾孙，第43任美国总统乔治·沃克·布什的表弟，现为路博迈集团的主席和CEO。